# Župna crkva Bezgrešnog Srca Marijina u Zagrebu
Župna crkva Bezgrešnog Srca Marijina katolička je crkva koja se nalazi u gradskoj četvrti Maksimir na Jordanovcu. Uz crkvu se nalazi i kolegij Družbe Isusove. Crkva je građena 1994. i 1995. godine. U prosincu 2004. godine posvetio ju je zagrebački nadbiskup kardinal Josip Bozanić.

## Povijest i arhitektura
Crkva je građena po projektu arhitekata Vlaste Vulin i Ante Vulina iz 1982. godine. Nalazi se u gradskom okruženju koje obilježavaju obiteljske kuće i višestambene zgrada. Cjelokupni kompleks se sastoji od doma duhovnih vježbi i novicijata izgrađenih 1927. godine po projektu arhitekta Jurja Denzlera, Filozofskog fakulteta Družbe Isusove te crkve sa pastoralnim centrom i župnim dvorom. U složeni volumen integrirana je vertikala zvonika.
Crkva je okrenuta prema glavnoj pristupnoj prometnici, te je pred njom oblikovan pristupni trg javno-privatnog karaktera. Javni karakter proizlazi iz orijentacije trga prema prometnici i izravne povezanosti s njom, dok pejzažno uređenje omogućuje blago izdvajanje i pridonosi stvaranju djelomično privatnog ambijenta.
Trodjelni liturgijski prostor određuje longitudinalno usmjerenje prema prezbiteriju. Svetište je dosta izdignuto u odnosu na prostor vjernika. U središtu svetišta, na najvišoj razini, nalaze se oltar i ambon. Niže od oltara na desnoj strani nalazi se svetohranište, a bliže prostoru vjernika je smještena krstionica. Prostor za pjevače nalazi se lijevo od svetišta, a kor je smješten iznad ulaza u crkvu. Sakristija se nalazi unutar župnog dvora, a pristupa joj se iz prezbiterija.

## Kapela sv. Josipa
U predvorju župne crkve nalazi se kapela sv. Josipa u kojoj se od 25. lipnja 2022. godine (blagdan Bezgrešnog Srca Marijina) održava trajno euharistijsko klanjanje.

## Galerija
- Pogled na crkvu, zvonik i trg ispred crkve
- Pogled na oltar s ulaza u crkvu
- Zvonik i crkva
- Kapela sv. Josipa u predvoju crkve
- Oltar Kapele sv. Josipa